# Atletica leggera ai Giochi della XXVII Olimpiade - Staffetta 4×100 metri femminile

Video della Finale (telecronaca in inglese)

Video della Finale (telecronaca in francese)

La staffetta 4×100 metri ha fatto parte del programma di atletica leggera femminile ai Giochi della XXVII Olimpiade. La competizione si è svolta nei giorni 29-30 settembre 2000 allo Stadio Olimpico di Sydney.

## Presenze ed assenze delle campionesse in carica
| Competizione         | Atleta      | Prestazione | Sydney 2000 |
| -------------------- | ----------- | ----------- | ----------- |
| Olimpiadi 1996       | Stati Uniti | 41”95       | Presenti    |
| Commonwealth 1998    | Australia   | 43”39       | Presente    |
| Goodwill Games 1998  | Stati Uniti | 42”06       | Presenti    |
| Europei 1998         | Francia     | 42”59       | Presente    |
| Coppa del mondo 1998 | Stati Uniti | 42”00       | Presenti    |
| Asiatici 1998        | Cina        | 43”36       | Presente    |
| Panamericani 1999    | Giamaica    | 42”62       | Presente    |
| Africani 1999        | Nigeria     | 43”28       | Presente    |
| Mondiali 1999        | Bahamas     | 41”92       | Presenti    |

## Finale
| Pos | Paese       | Atleta                                                                 | Tempo |
| --- | ----------- | ---------------------------------------------------------------------- | ----- |
|     | Bahamas     | Savatheda Fynes Chandra Sturrup Pauline Davis-Thompson Debbie Ferguson | 41"95 |
|     | Giamaica    | Tayna Lawrence Veronica Campbell Beverly McDonald Merlene Ottey        | 42"13 |
|     | Stati Uniti | Chryste Gaines Torri Edwards Nanceen Perry Passion Richardson          | 42"20 |
| 4   | Francia     | Linda Ferga Muriel Hurtis Fabé Dia Christine Arron                     | 42"42 |
| 5   | Russia      | Natalia Ignatova Marina Trandenkova Irina Khabarova Natalia Voronova   | 43"02 |
| 6   | Germania    | Gabi Rockmeier Sabrina Mulrain Andrea Philipp Marion Wagner            | 43"11 |
| 7   | Nigeria     | Glory Alozie Benedicta Ajudua Mercy Nku Mary Onyali                    | 44"05 |
| 8   | Cina        | Zeng Xiujun Liu Xiaomei Qin Wangping Li Xuemei                         | 44"87 |